# 科洛佳日內 (科韋利區)
51°10′42″N 24°48′3″E / 51.17833°N 24.80083°E

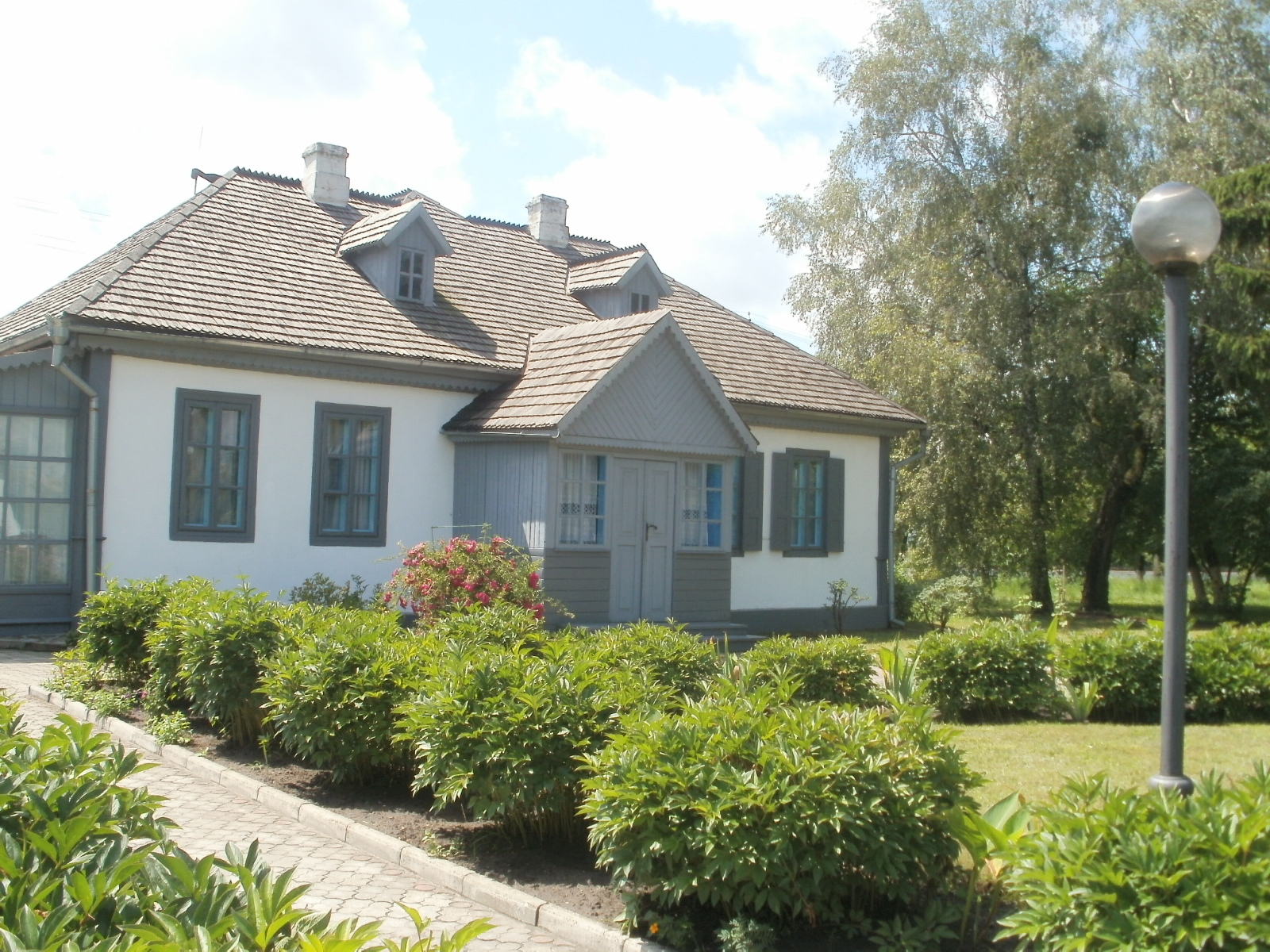
博物馆

科洛佳日內（羅馬化：Kolodiazhne）是烏克蘭西北部沃倫州科韋利區科洛佳日內市鎮的村莊及其行政中心。始建於1583年，面積2,769平方公里，海拔高度178米，2001年人口720，人口密度每平方公里0.26人。